# تيسير أبو سعدة
تيسير أبو سعدة (مواليد 1951 في قطاع غزة) هو عضو سابق في منظمة التحرير الفلسطينية ومؤسس وزارة الأمل المسيحية لإسماعيل بعد أن تحول من الإسلام إلى المسيحية. كان السائق الشخصي لياسر عرفات.

## وصلات خارجية
- أمل لموقع إسماعيل